# Tsibărska nizina
Tsibărska nizina (bulgariska: Цибърска низина) är en slätt i Bulgarien. Den ligger i regionen Montana, i den nordvästra delen av landet, 130 km norr om huvudstaden Sofia.